# 希望之声国际广播电台
希望之聲國際廣播電台（簡稱希望之聲，縮寫：SOH），於2003年6月20日在美國舊金山創建開播，是一家由法輪功學員創辦的電台。自2010年起，對11個國家以5種語言廣播，通路包括以衛星、短波、中波、互聯網向中國大陸境內播送，在美国旧金山当地也有播出。對於被打壓的中國異議人士、維權人士而言，希望之聲提供他們發聲的媒體管道，其中中國盲人维权律師陳光誠訪問台灣時表示，「希望之聲」在中國大陸起了很大的作用，並強調短波廣播「让许多大陆维权者感受到民主的存在。」該台對中國大陸訊號曾經透過台灣中央廣播電台短波代播，長期以來受到来自中华人民共和国政府的多種形式干擾，包括军事设备干扰及对台湾执政党施压以减少或停止代播等。希望之聲已於App Store與Google Play推出免費手機應用程序，為全球用戶提供原創節目在線收聽。希望之聲同時推出自帶翻牆功能的安卓手機應用，幫中國大陸用戶突破網絡審查收聽希望之聲節目。

## 背景與發展
該電台自称是「給中國人民24小時的真實訊息」，並“打破中共的新聞資訊控制，傳遞真實消息，推廣民主自由人權的理念”。該台的網站及訊號，在中國大陸被屏蔽封鎖，故在中國只能用網路翻牆或衛星、短波聽取。希望之聲對華廣播以多個頻率向中國大陸播出，網絡、短波和中波兼有。自2004年起，该台租用台灣中央廣播電台的短波設備对中国大陆广播（现已不再使用）。根据《世界广播电视手册》（WRTH）2019年版记载，目前该台对中国大陆广播绝大多数频率都在台湾某未知地点发射（经中华统一促进党成员李承龙带队调查，电台发射地点位于苗栗和屏东山区），同时也有部分法轮功支持者或修炼者在周边国家自行架设发射装置（见下文），短波訊號覆蓋中国大陸大部分地區，從每天2小時陸續增加，至今達到每天24小時播出，其发射频率不固定，甚至在非国际广播专用频段也有发射。2007年3月起，通過W5號衛星（E70.5度）轉播。而在其总部所在的旧金山地区，则以“湾区华人生活电台”的名义在KVTO及KSQQ两家电台的部分时段播出节目。
總裁曾勇（筆名「方偉」）是美國矽谷高級電腦工程師，該台在全球4大洲30多個城市都有地方分台。除了網路直播以外，還擁有全球40多個調頻、調幅地方分台。數萬則廣播節目與新聞採訪，皆於網路提供下載。
節目內容包括全球新聞、時事評論、文化、休閒、醫療等，也報導中國大陸的不良施政等，並與弘揚中國傳統文化、中國大陸民眾維權、民生問題等等有關，亦包括西方民主社會的信息、法輪功在中國受迫害的情形、大紀元時報社論等等。有时该台也会录播同样具有法轮功背景的新唐人电视台以及明慧广播电台的节目，以及代为转播美国自由亚洲电台的节目。
美國學者Kevin J O'Brien指出，希望之聲產製的資訊及推廣內容（promotional materials ），希望促使國際社會關注中國法輪功修煉者所遭受北京當局的迫害，另方面削弱由中國共產黨流通發佈的對法輪功的負面宣傳（negative propaganda），並向公眾介紹關於法輪功的理念等資訊。因應中華人民共和國的冷漠與壓迫，該電台藉由國際關注以對中國國內政策施予壓力；不過，這樣的跨國性支持，也反過來使中華人民共和國及國際單位較嚴格檢視該電台的內部事務及公共關係策略，甚至有時也因此招致負面的媒體關注。

## 争议

### 中国大陸政府長期干扰
希望之聲和其他國際廣播電台媒體如美國之音、自由亞洲電台、BBC英國廣播公司、挪威電台西藏之聲、澳洲廣播公司等，在中國大陸境內的無線電廣播接收上，長期受到北京當局無線電干擾的言論審查制度影響。依據記者無國界組織資訊，在中華人民共和國國家安全部、公安部、軍事情報部門的授意下，希望之聲的短波遭到干擾。包括BBC、國際廣播協會AIB都曾公開強烈譴責北京當局對海外對華短波節目的干擾。
記者無國界組織的亞洲專家布羅賽爾認為，無線電廣播仍然是世界各地很多人們獲取訊息的主要來源：「基於世界上很多人不識字或者無法使用網際網路，無線電廣播可以說是世界上最具民主化，最受歡迎的媒體。能夠接觸到全球億萬民眾的唯一途徑就是無線電廣播。」專家並指中華人民共和國政府是冷戰後世界上最大的干擾國際廣播節目的政權。

### 台灣央廣短波續約爭議
中華民國的國家廣播電台中央廣播電台長期對中國大陸廣播，其台呼为「中央廣播電台，自由中國之聲，在台灣發音」。過去藉由美國的經費和技術支援，央廣建立了規模龐大的對全世界播音網絡。希望之聲自2004年起開始租用臺灣中央廣播電臺的短波設備向中國大陸廣播，自每天2小時逐年遞增為12小時，覆蓋中國大陸大部分地區。

#### 2009年續約遭施壓
據臺灣自由時報報導，在中國國民黨再度執政後的2009年，央廣於6月表達「終止合作」想法，並於11月宣布「減半短波時數、提高代播費用」，且不排除未來可能終止合作，傳言是受到大陆方面壓力，但遭央廣強烈否認。希望之聲總裁曾勇因此事向央廣董事會寄發公開信，呼籲央廣勿拋棄臺灣自由民主的原則。
央廣作法引發外界質疑其討好北京當局，經媒體關注後，台灣朝野立委介入協調，央廣董事會成員亦決議支持讓希望之聲以原條件續約、不減對陆短波時數。關注言論自由的國際組織自由之家也主動向希望之聲索取資料關切。
央廣強烈否認大陆政府介入台灣的國家廣播電台運作的说法，但央廣總台長汪誕平改口向董事承認，確有中國大陆方面人士在不同場合向他提及「希望央廣減少代播『希望之聲』時數，但都遭他拒絕。汪並強調，央廣的自主性、主體性，不容外人介入；央廣的任務是向中國大陸民眾廣播及行銷台灣的自由、民主、多元性與人權，央廣播放的其他節目走向也要符合此原則。董事楊憲宏則認為，希望之聲的節目特色，可以補央廣的不足，且希望之聲是指標性案件，若央廣退卻，未來台灣可能有更多國營企業向大陆方面表態。

#### 2013年續約爭議
傳言央廣全面停止對華短波廣播
根據央廣對華短波業務重要客戶自由亞洲電台報導，2013年4月傳出央廣高層打算藉由「重整分台發射台土地設施」以逐步全面取消短波廣播業務，包括央廣自製節目、代播。但央廣主管機關文化部部長龍應台在立法院備詢時表示「對中國大陸的廣播沒有要喊停，反而是要加強和大陸的溝通。」但未正面回應「短波廣播時數是否減少」的記者提問。
希望之聲總裁曾勇引述消息指出，「縮減希望之聲時段」係來自北京當局通過國共兩黨的高層互訪平台，向央廣管理層所提要求。並提證據陳訴，在最近一波變動當中，央廣一度要求先刪減某個「對北京廣播」頻道的時段。曾勇並強調，與互聯網相比，傳統短波廣播具有極強的滲透力，中国大陸方面無法有效關閉，因此「短波廣播」的支持及保護，應涉及台灣自身國家安全維護政策。
陳光誠訪台 強調短波對中國大陸重要性
中國大陸盲人維權律師陳光誠訪問台灣，在6月24日國際記者會上，記者詢問「央廣重要任務對中國大陸及國際廣播，但近年的任務及定位有變化，希望之聲發訊的台南天馬分台面臨拆除危機」。陳光誠表示希望之聲在中國起了很大的自由訊息作用，「在中國大陸目前，短波還是非常非常重要。儘管網路在不斷的發展，但在廣大的農村，短波還是有非常非常廣大的市場。」「民眾是聽，但是很難像互聯網一樣跟外界溝通。那麼也正是因為這樣一個不足，可能使大家覺得短波在中國國內起的作用不是很大。其實，我的感受完全不是這樣。即使有了網路的地方，短波和網路也是一個互補的關係，而不是一個說它可以完全替代的問題。」他在接受央廣專訪時，再次強調了央廣短波廣播對中國大陸的重要性，「讓許多大陸維權者、學生感受到台灣與民主的存在。」

### 越南事件
越南法轮功人员武德忠（音譯）（Vu Duc Trung）和黎文清（音譯）（Le Van Thanh），因透過短波向中國大陸播送「希望之聲廣播電台」節目，於2010年6月在中国大陸政府的要求下，遭越南公安部和國家政治安全局逮捕並非法關押。在拘留17個月後，於2011年11月10日他們被分別判處2年和3年徒刑。
越南政府的此举引发争议，2011年10月5日，國際人權組織自由之家譴責中国大陸當局「使用外交壓力進一步壓迫少數宗教群體，並箝制境外的言論自由」。同一天，記者無疆界（Reporters Without Borders）也發表文章強烈譴責越南政府打壓言論自由的作法。希望之聲總裁曾勇也向越南政府表達嚴重關切，強調兩名員工是履行聯合國《世界人權宣言》所賦予的基本權利。

### 泰国台商涉嫌非法广播
据自由亚洲电台报道，在泰国管理一家工厂的台商蒋永新因涉嫌非法架设短波发射台，向中国大陆转播希望之声广播，2018年11月22日被泰国警方拘捕。先前泰國警方偵訊時，蔣永新表示是協助朋友承租別墅，具体用途并不知情，經泰国清邁法院裁定交保获释，期間必須定期向警局報到。然而同年12月3日蒋永新前往台湾駐泰國代表處諮詢後續法律程序时，坦承自己是法輪功成員，并且由他出面租屋架設廣播發射台。

## 外部連結
- 官方网站（中文）
- 希望之声国际广播电台的X（前Twitter）（中文）
- 希望之声国际广播电台的Facebook專頁（中文）
- . www.facebook.com.   [2024-02-06]. （原始内容存档于2023-03-14）.
- . www.youtube.com.
- . 乾淨世界.   [2024-02-06]. （原始内容存档于2024-05-27） （中文）.
- . 乾淨世界.   [2024-02-06]. （原始内容存档于2024-05-22） （中文（臺灣））.